# Elías Figueroa
Elías Ricardo Figueroa Brander (Valparaíso, 25. listopada 1946.) je bivši čileanski nogometaš koji je igrao na poziciji braniča. 
Figueroa je počeo svoju karijeru u Santiagu Wanderersu 1962. godine kao junior, dvije godine kasnije prebačen je u seniorsku momčad. 1964. kratko je bio na podsudbi kod Unión La Calera. 1967. godine prelazi u Peñarol za koji je igrao pet godina, da bi 1972. prešao u SC Internacional za koji je odigrao čak 336 utakmica i postigao 26 pogodaka. Od 1977. do 1980. igra za SC Palestino, 1981. prelazi u Fort Louderdale Strikers, da bi već iste godine prešao u Colo-Colo gdje je 1982. godine završio svoju profesionalnu karijeru.
Za Čileansku nogometnu reprezentaciju igrao je 16 godina od 1966. do 1982. 47 utakmica te je postigao dva pogotka.

## Vanjske poveznice
- www.eliasfigueroa.com